# Iris Tanner
Iris Tanner (n. 20 noiembrie 1906, Eastbourne, Anglia, Regatul Unit al Marii Britanii și Irlandei – d. 22 februarie 1971, Alfriston⁠(d), Wealden, Anglia, Regatul Unit) a fost o înotătoare ce a reprezentat Regatul Unit al Marii Britanii și al Irlandei de Nord, medaliată olimpică. A participat la 2 ediții ale Jocurilor Olimpice (1924, 1928) în care a câștigat 4 medalii de argint.